# Kupeornis gilberti
Kupeornis gilberti là một loài chim trong họ Leiothrichidae. Nó được tìm thấy ở Cameroon và Nigeria.  Môi trường sống tự nhiên của nó là các khu rừng ẩm ướt nhiệt đới hoặc cận nhiệt đới ở trên núi.  Loài này đang bị đe dọa do mất môi trường sống.